# (43706) Iphiklos
(43706) Iphiklos (1416 T-2) – planetoida z grupy trojańczyków okrążająca Słońce w ciągu 11,61 lat w średniej odległości 5,13 j.a. Odkryta 29 września 1973 roku.